# The Plant List
The Plant List (TPL) é um website que reúne nomes de espécies de plantas. Foi criado pelo Royal Botanic Gardens, Kew e o Missouri Botanical Garden.
Há um projeto complementar denominado International Plant Names Index (IPNI), no qual o Kew também está envolvido.  O IPNI visa fornecer detalhes da publicação e não pretende determinar quais são os nomes aceitos de espécies. Os nomes publicados eram adicionados automaticamente a partir do IPNI para o World Checklist of Selected Plant Families, um banco de dados que está na base do Plant List.
Em 2012, um processo sucessor chamado World Flora Online foi lançado, idealizado por uma colaboração entre várias instituições centradas ao redor da Convenção sobre Diversidade Biológica. The Plant List não é atualizado desde 2013, pois foi substituído pelo WFO.

## Conteúdos
O The Plant List tem 1,064,035 nomes científicos de espécies de plantas, dos quais 350,699 são nomes de espécies aceitos, pertencentes a 642 famílias de plantas e 17.020 gêneros.
O Plant List aceita aproximadamente 350.699 nomes de espécies únicas, com 470,624 sinônimos para essas espécies.

## Atenção pública
Quando o The Plant List foi lançado em 2010 (no Ano Internacional da Biodiversidade), atraiu a atenção da mídia por sua abordagem abrangente. a Fox News destacou o grande número de sinônimos encontrados, sugerindo que isso refletia uma "surpreendente falta" de biodiversidade na Terra. The Plant List também chamou a atenção por construir sobre o trabalho do naturalista inglês Charles Darwin, que na década de 1880 começou uma lista de plantas chamado Index Kewensis (IK).
O Kew já adicionou uma média de 6.000 espécies durante todos os anos desde que o IK foi publicado com 400.000 nomes de espécies.  No entanto, o IK (que em 1913 evitou fazer julgamentos taxonômicos em suas citações) é atualmente gerido como parte do IPNI, em vez do The Plant List.